# Eumictinos
Eumictinos (Eumichthini) é uma tribo de coleópteros da subfamília Cerambycinae.

## Sistemática
- Ordem Coleoptera
  - Subordem Polyphaga
    - Infraordem Cucujiformia
      - Superfamília Chrysomeloidea
        - Família Cerambycidae
          - Subfamília Cerambycinae
            - Tribo Eumichthini Linsley, 1940
              - Gênero Eumichthus LeConte, 1873
              - Gênero Poecilobrium Horn, 1883